# Albanische Bischofskonferenz

Bischofssitze in Albanien

Die Albanische Bischofskonferenz (alb.: Konferenca Ipeshkvnore e Shqipërisë) ist die nationale Versammlung der katholischen Bischöfe in Albanien. Die Bischofskonferenz ist Mitglied im Rat der europäischen Bischofskonferenzen (CCEE). 

## Mitglieder (2016)
- Angelo Massafra OFM, Erzbischof und Metropolit von Shkodra – Präsident
- Lucjan Avgustini, Bischof von Sapa
- George Anthony Frendo OP, Weihbischof in Tirana – Generalsekretär
- Hil Kabashi OFM, Apostolischer Administrator für Südalbanien (Griechischer Ritus)
- Cristoforo Palmieri CM, Bischof von Rrëshen
- Ottavio Vitale RCJ, Bischof von Lezha